# 年代
年代，也称为十年纪（英語：Decade，来源于古希腊语δεκάς，意为十个的），中国古代亦稱「秩」，1个年代一般为连续的10年，通常适用于用公元纪年。由于公元纪年中缺少0年，因此，有且仅有的两个只有9年的年代为前0年代和0年代。
年代的划分为依照公元纪年，如果某一年能被10整除，那么当年及此后9年（若公元前则为之前9年）共10年称为1个年代，即XXX0年到XXX9年为一个年代。

## 表达法

### 0至9法
最广泛使用的年代命名方法是根据年份的共同十位数字分组，从以0结尾的年份到以9结尾的年分为一组。例如，从1960年到1969年的时期是1960年代，而时期从1970年到1979年是1970年代。有时会只提到十位数部分（ 六十年代、60s或sixties，以及七十年代、70s或seventies），一般这种提法均指20世纪的年代。但是，这种对十年进行分组的方法不能应用于西元前后的两个年代，按照这种定义，0年代和前0年代均只有9年，10年离前10年只差18年而非20年。
以这种方式将十年称为年代的方法实际上直到19世纪后期才变得普遍。

### 1至0法
一种更罕见的方法是将公元历纪元开始的年份分组，以产生从以1结尾的年份到以0结尾的年份的连续年代，其中1-10年被描述为“第一个年代”，11-20年为“第二个年代”，以此类推，保证了每个年代均为10年。
1-0法还是支持2001年为千禧年的群体所使用的方法，这种分组法将2000年视为20世纪的最后一年，并且2000年虽然属于2000年代但不属于21世纪。

### 民调
YouGov于2019年12月2日进行了一项民意调查，向美国13,582名成年人提问，“您认为下一个十年何时开始和结束？” 结果显示，64%的人回答“下一个十年”将从2020年1月1日开始，到2029年12月31日结束（0至9法）；17%回答“下一个十年”将从2021年1月1日开始，到2030年12月31日结束（1至0法）；19% 的人回答说他们不知道。

## 问题点
汉语中XXX0年代指XXX0年-XXX9年的连续10年，如1760年代指1760年至1769年这连续10年，这种表达方式与英语1760s类似。XX世纪X0年代：指XX世纪X0-X9的连续10年，如18世纪60年代，等同于1760年代，即1760年至1769年这连续10年。中国大陆《出版物上数字用法的规定》规定要用这种表达方式。但是这种表达方式有缺陷：XX00年代和XX10年代无法用该方式表达，必须说成“XX世纪第一个十年/XX世纪头十年”、“XX世纪第二个十年”。也可以用“XX世纪初”表达“XX世纪第一个十年”，如：18世纪初，指1700年至1709年这段时间的连续10年。此外，该方式的缺陷还有年代的起止年份与世纪的起止年份有矛盾，以及年代的名称与它是一个世纪的第几个10年不一致。虽然中国大陆有如上规定，但在中国大陆，这两种表达方式实际上无论是民间还是学术界都有使用，甚至还一度引起争议。目前日常所说“50年代”、“60年代”......一般都指20世纪的50年代、60年代......，这是因为20世纪刚过，而21世纪50年代......还没到来，所以目前习惯上用这种简称。
此外，公元纪年中，1至0法分组的年代由于与世纪存在错位，并不能完全归入某个世纪，例如2000年代并不完全属于21世纪，因为1至0法将2000年归入20世纪。
然而0至9法分组则不存在任何归类错位问题，除了特殊的±1世纪和±0年代以外，每个世纪均有10个年代，每个年代均有10个年份。